# Фильсхайм
Фильсхайм (нем. Vilsheim) — община в Германии, в Республике Бавария.
Община расположена в правительственном округе Нижняя Бавария в районе Ландсхут. Население составляет 2386 человек (на 31 декабря 2010 года). Занимает площадь 21,70 км².
Община (Gemeinde) подразделяется на 27 частей (Gemeindeteile).

| - Альтенбург (Altenburg) - Аухольц (Auholz) - Вискатцинг (Wieskatzing) - Гессендорф (Gessendorf) - Гундихаузен (Gundihausen) - Дамм (Damm) - Кальтенбрунн (Kaltenbrunn) - Капфинг (Kapfing) - Кемоден (Kemoden) | - Кершрет (Kerschreuth) - Кессельбах (Kesselbach) - Лангенфильс (Langenvils) - Лехау (Lechau) - Матценау (Matzenau) - Мюнхсдорф (Münchsdorf) - Оберштепах (Obersteppach) - Райтгартен (Reitgarten) - Райхерсдорф (Reichersdorf) | - Танлое (Thannlohe) - Унтерфрошхам (Unterfroschham) - Фильсхайм (Vilsheim) - Фихаузен (Viehhausen) - Фрайинг (Freiing) - Хупфердинг (Hupferding) - Швайберг (Schweiberg) - Шелленберг (Schellenberg) - Штадль (Stadl) |

Есть округа (Gemarkungen) Фильсхайм, Гундихаузен и Мюнхсдорф.

## Население
По оценке на 31 декабря 2015 года население общины Фильсхайм составляет 2491 чел. 

| Дата      | 1840 | 1871 | 1900 | 1925 | 1939 | 1950 | 1961 | 1970 | 1987 | 2011 |
| --------- | ---- | ---- | ---- | ---- | ---- | ---- | ---- | ---- | ---- | ---- |
| Население | 1164 | 1260 | 1308 | 1307 | 1244 | 1682 | 1416 | 1428 | 1674 | 2357 |

| Год       | 1960 | 1970 | 1980 | 1990 | 2000 | 2009 | 2010 | 2011 | 2012 | 2013 | 2014 | 2015 |
| --------- | ---- | ---- | ---- | ---- | ---- | ---- | ---- | ---- | ---- | ---- | ---- | ---- |
| Население | 1441 | 1406 | 1579 | 1781 | 2245 | 2392 | 2386 | 2369 | 2358 | 2370 | 2451 | 2491 |